# کیران بهان
کیران بهان (به انگلیسی: Kieran Behan) ژیمناست زادهٔ ۱۹ آوریل ۱۹۸۹ میلادی اهل کشور جمهوری ایرلند است.